# Piedra Grande, Ixtapaluca
Piedra Grande, även Las Cabañas är en ort i Mexiko, tillhörande Ixtapaluca kommun i delstaten Mexiko. Piedra Grande ligger i den centrala delen av landet och tillhör Mexico Citys storstadsområde. Orten hade 107 invånare vid folkmätningen 2010.